# Arad en Maya
Arad en Maya is een Nederlandse stripreeks die begonnen is in 1970 in het tijdschrift Sjors met Lo (Lodewijk) Hartog van Banda als schrijver en Jan Steeman als tekenaar. 

## Achtergrond
De hoofdpersonen Arad en Maya wonen op de planeet Mytica die behoort tot een ander planetenstelsel dan de Aarde. Blijkbaar zijn de mensen die daar wonen verwant met de aardbewoners want ze zien er hetzelfde uit en gedragen zich ook hetzelfde maar hoe dat mogelijk is wordt niet verder uitgelegd in de stripreeks. Ook de techniek op Mytica is veel verder gevorderd dan op Aarde, zo kan men sneller dan het licht reizen door middel van teleportatie en ook op lokale schaal materie verplaatsen door middel van een handzame 'teleportatiestaf': bliepers. De wereld wordt bestuurd door een superintelligente en wijze centrale computer, CC, bijgestaan door menselijke adviseurs.
Maya is een biologe die telepathisch met haar haarband communiceert met dieren en wezens. Zij is meestal de verstandigste van het duo. Arad is een pas afgestudeerde techneut die vaak eigenwijs is, meent overal verstand van te hebben, en die vaak problemen heeft met zijn ruimtescheepje. Samen beleven ze allerlei avonturen op Mytica, op vreemde planeten en de Aarde.

## Albums
De verhalen werden zijn geschreven door Lo (Lodewijk) Hartog van Banda, getekend door Jan Steeman en van 6 juni 1970 tot en met november 1974 in het tijdschrift Sjors voorgepubliceerd. In 1973 verscheen het eerste avontuur Mars op Mytica, uitgegeven door Uitgeverij Oberon B.V. Vanaf 1977 tot 1980 bracht uitgeverij CentriPress b.v. 10 albums uit. Hierbij werd niet de oorspronkelijke publicatievolgorde van Sjors gehanteerd. (Het eerder verschenen eerste verhaal werd album nr. 9)
1. In de ban van de flerenplaneet (Sjors 70.49-71.14)
2. De wielgangers (Sjors 71.39-72.07)
3. Het raadsel van de regenboogplaneet (Sjors 71.16-71.37)
4. Het marsmysterie (Sjors 72.09-72.28)
5. De ruimteroghyx (Sjors 72.58-73.17)
6. De nakomelingen van Uz (Sjors 73.20-73.41)
7. De opmars der ruimtespinnen (73.45-74.14)
8. Noodkreet uit het heelal (Sjors 74.28-74.46)
9. Manus op Mytica (Sjors 70.23-70.44)
10. Pas op voor de kris...